# سان أمارو
بلدية سان أمارو (بالإسبانية: San Amaro) هي بلدية تقع في مقاطعة أورينسي التابعة لمنطقة غاليسيا شمال غرب إسبانيا.

## الديموغرافيا
بلغ عدد سكان بلدية سان أمارو 1.262 نسمة عام 2011 (وفقاً للمعهد الوطني للإحصاء الإسباني).
| 1.561 | 1.561 | 1.462 | 1.355 | 1.355 | 1.289 | 1.262 |

## أعلام
- باوتيستا ألفاريز